# Paul Seabury
Paul Seabury (6 mai 1923 - 17 octobre 1990) est un politologue américain et consultant en politique étrangère.

## Biographie
Né à Hempstead, Long Island, Paul Seabury est originaire de New York. Il est diplômé du Swarthmore College en 1946 et de l'Université Columbia avec un doctorat. Il enseigne à l'Université de Californie à Berkeley à partir de 1953. Autrefois responsable national du parti libéral Americans for Democratic Action, après l’ère tumultueuse de la révolte étudiante à Berkeley, il devient l’un des principaux porte-parole des premiers néo-conservateurs américains. Il fait partie du Consortium for the Study of Intelligence, qui encourage les études sur le renseignement dans les universités américaines. Il siège au Conseil consultatif du président sur le renseignement étranger sous l'administration Reagan. Il épouse Marie-Anne Phelps ; ils ont deux fils. Ses archives sont conservées à la Hoover Institution. Il est mort à Pinole, en Californie.
Seabury est un grand joueur de croquet et a édité un livre sur ce jeu pour Abercrombie and Fitch.
Il reçoit le Prix Bancroft en 1964 et une Bourse Guggenheim en 1961-62.

## Travaux
- "The Banality of Liberalism", The New York Review of Books, November 11, 1965
- The Middle East reader, Transaction Publishers, 1986 (ISBN 978-0-88738-101-0), « Reviewing the United Nations »
- "Trendier than thou: the many temptations of the Episcopal Church", Harper's Magazine, 1978
- The Wilhelmstrasse, University of California Press, 1954
- Power, Freedom, and Diplomacy, Random House, 1963
- The Balance of Power, Chandler Pub. Co., 1965
- The Rise and Decline of the Cold War, Basic Books, 1967
- Edward Friedland, Paul Seabury et Aaron B. Wildavsky, The Great Detente Disaster: Oil and the Decline of American Foreign Policy, Basic Books, 1975 (ISBN 978-0-465-02707-1, lire en ligne )
- Paul Seabury et Walter A. McDougall, The Grenada Papers, Institute for Contemporary Studies, 1984 (ISBN 978-0-917616-67-9, lire en ligne )
- Angelo Codevilla et Paul Seabury, War: Ends and Means, Basic Books, 1989 (ISBN 978-0-465-09067-9, lire en ligne)   (2nd edition Brassey's, 2006,  (ISBN 978-1-57488-610-8))